# Pio Speranza Mazzoni
Pio Speranza Mazzoni (Notaresco, 1828 – Rosburgo, 29 giugno 1889) è stato un patriota, medico e agronomo italiano.

## Biografia
Studente nel Collegio medico di Napoli, fu coinvolto nei moti del 15 maggio 1848, per i quali venne prima incarcerato a Napoli e quindi confinato a Notaresco, dove venne di nuovo imprigionato dalla Polizia. Pur non essendo stato condannato, andò esule ricorrendo ad un passaporto falso, imbarcandosi su una fregata francese che da Napoli lo trasportò in Algeria, quindi in Spagna, infine a Genova, dove incontrò il patrigno Ciro Romualdi, medico conterraneo del Mazzoni, anch'egli esule.
Dopo aver ottenuto una condotta medica a Poggio San Vittorino, allo scoppio della guerra di Crimea si arruolò come medico nell'esercito turco, raggiungendo il grado di Colonnello-medico; fu anche insignito dal Sultano della decorazione di cavaliere. Al termine della guerra seguì un pascià, come medico personale, nei suoi viaggi in Asia ed Africa.
Rientrato in Italia in occasione dei moti del 1860 fiancheggiò i fermenti rivoluzionari e gli obiettivi di Garibaldi organizzando a Napoli l'associazione giovanile fra studenti abruzzesi, assumendone la presidenza, e in quella veste dando incarico all'avvocato aquilano Pietro Marrelli fervente patriota, di reperire fondi per soccorrere gli insorti polacchi e sostenere la partecipazione degli abruzzesi alla spedizione dei Mille.
Nella città partenopea diresse il primo sifilocomio, ma dovette dimettersi dopo i fatti di Aspromonte del 1862 ai quali prese parte in qualità di membro del Comitato d'azione. Sempre nel ‘62 aveva fondato in Napoli una Loggia massonica mentre l'attività a sostegno dei moti rivoluzionari proseguì negli anni successivi come testimonia una lettera dell'aprile del 1863 a lui indirizzata da Giuseppe Mazzini per la quale fu indagato dalla polizia e il colpo di mano organizzato assieme al deputato e patriota Stefano Romeo per far penetrare in territorio pontificio "30 uomini, tra cui un numero di guardie municipali di Napoli, nate Romani. Le reclute attraversarono nella notte del 20 aprile (1863), la frontiera romana nella zona di Ceprano … " ma non riuscirono nel loro scopo di intercettare e catturare Tristany (Rafael Tristany de Barrera), l'ufficiale spagnolo, datosi alla macchia in territorio pontificio e al quale Francesco II aveva dato l'incarico di rendere più efficaci le azioni della guerriglia, già in atto, contro i piemontesi.
Al ritorno a Teramo s'impiegò come cassiere nella Banca Nazionale e fu vice presidente della Camera di commercio. Seguì anche l'impegno nella politica come componente dell'amministrazione comunale di Penne e del Consiglio provinciale.
La lunga permanenza all'estero gli valse il soprannome di "Turchetto", con il quale viene ricordato.
Fra gli interessi in ambito scientifico ebbe rilevanza lo studio della gelsibachicoltura con la pubblicazione di un opuscolo sulla sericoltura volto a diffondere, per la prima volta in Abruzzo, “durante la pebrina, la terribile malattia del baco da seta”, la conoscenza del sistema di riproduzione cellulare di Pasteur: a lui si devono infatti l'introduzione in Abruzzo delle tecniche all'avanguardia per la coltura del baco da seta e per la prevenzione e cura delle malattie che fino ad allora ne avevano minato la produzione. Di questi studi, di cui si occuperà fra il 1867 e il 1879, darà conto al primo congresso nazionale di bacologia e sericoltura tenutosi a Torino nel 1884 e in quelli di Varese e dell'Aquila nell''86 e '89.
Socio sin dal 1867 della Società Geografica Italiana tenne diverse conferenze sull'agricoltura.

## Opere
- Sull'Allopatia e l'Omiopatia in Smirne. Lettera prima del Dottor Mazzoni, all'Esimio Cavaliere Richard Van Lennep, Console d'Olanda in Smirne, Smirne, Tipografia Daveroni e Sougiolli, 1858.
- Del regime della donna durante l'allattamento, del regime del bambino e dell'uso dello zucchero pel suo ottimo sviluppo, Teramo, G. Marsilii, 1866.
- Agli Egregi Stefano Romeo Deputato al Parlamento, Giovanni Tranquilli Professore, Ambrogio Rossi Agronomo, Orazio Antenori Naturalista, Giuseppe Montori Avvocato - in attestato di amicizia e stima, Teramo, Marsilii, 1867.
- La libertà per la religione e la religione per la libertà, Teramo, Marsili, 1869.
- La fillossera. Mezzi da prevenirla e distruggerla. Memoria del Signor Mazzoni Cav. Pio componente la Camera di Commercio ed Arti. Letta dallo stesso Signor Mazzoni nell'adunanza del dì 29 settembre 1879, e pubblicata per ordine della Camera, Teramo, Tipografia comunale di Q. Scalpelli, 1879.
- Relazione sul Congresso Nazionale di bacologia e sericoltura tenutosi in Torino nel settembre 1884. Letta dallo stesso Cav. Mazzoni nell'adunanza del 27 ottobre 1884 e pubblicata per ordine della Camera, Teramo, Stab. Tip. di Q Scalpelli e figlia, 1884.
- Per gli studenti di Bacologia (Lettera alla rivista), Teramo, Rivista abruzzese di scienze, lettere ed arti, aprile 1886, p. 186.
- Conferenza detta in occasione della Mostra agricola-industriale abruzzese in Aquila, Teramo, Q. Scalpelli, 1889.